# Кенде, Янош
Янош Кенде (венг. Kende János, 22 сентября 1941, Марсель) – венгерский кинооператор.

## Биография
Окончил Академию театра и кино в Будапеште (1961-1965). Дебютировал в короткометражном фильме Миклоша Янчо Присутствие (1965). В дальнейшем сотрудничал с ним и другими крупными венгерскими мастерами, рядом западноевропейских режиссёров. Снимает также документальные ленты, работает на телевидении.
Снял свыше 60 фильмов.
Член жюри XXVII Московского МКФ (2005).

## Избранная фильмография
- 1967: Тишина и крик (Миклош Янчо)
- 1970: Агнец Божий (Миклош Янчо)
- 1970: Не плачьте, красавицы! (Марта Месарош)
- 1970: Умеренный пояс (Жолт Кезди-Ковач)
- 1971: Красный псалом (Миклош Янчо)
- 1972: Романтика (Жолт Кезди-Ковач)
- 1973: Петёфи-73 (Ференц Кардош, Национальная кинопремия за лучшую операторскую работу)
- 1973: Поливальная машина (Жолт Кезди-Ковач)
- 1974: Гайдук (Ференц Кардош)
- 1974: Любовь моя, Электра (Миклош Янчо)
- 1974: Рим хочет другого императора (Миклош Янчо)
- 1975: Когда придет Йожеф (Жолт Кезди-Ковач)
- 1976: Лабиринт (Андраш Ковач)
- 1976: Девять месяцев (Марта Месарош)
- 1977: Их двое (Марта Месарош)
- 1978: Венгерская рапсодия (Миклош Янчо)
- 1978: Аллегро Барбаро (Миклош Янчо)
- 1981: Сердце тирана, или Боккаччо в Венгрии (Миклош Янчо)
- 1987: Сезон чудовищ (Миклош Янчо)
- 1988: Гороскоп Иисуса Христа (Миклош Янчо)
- 1991: Бог пятится назад (Миклош Янчо)
- 1992: Иона во чреве кита (Роберто Фаэнца)
- 1992: Вальс «Голубой Дунай» (Миклош Янчо)
- 1994: Ботанический сад (Филипп де Брока)
- 1994: Любите друг друга (Миклош Янчо)
- 1998: Я жива и люблю вас (Роже Каан)
- 1998: Всё в порядке (Аньес Сораль)
- 2003: Мой отец с улицы Алгем, 5555 (Эджидио Эронико)
- 2008: Кровавая графиня — Батори (Юрай Якубиско)

## Признание
Премия Белы Балажа (1975). Премия Кошута (1994). 